# بوبي غن
بوبي غن (بالإنجليزية: Bobby Gunn)‏ مواليد 25 ديسمبر 1973 في أونتاريو، هو ملاكم محترف كندي سابق.

## المسيرة الاحترافية
من نزالاته:
- خسر أمام غلين جونسون (2013/12/18).
- خسر أمام جيمس توني (2012/04/07).
- خسر أمام توماش أدامك (2009/07/11).
- خسر أمام إنزو ماكارينيلي بالضربة الفنية القاضية (2007/04/07).

## إحصائيات
خاض خلال مسيرته 29 نزالا، فاز في 21 وتعادل في 1 وخسر في 6. فاز بالضربة القاضية في 18 نزالا.

## روابط خارجية
- بوبي غن على موقع بوكس ريك (الإنجليزية) (registration required)